# Mick McManus
Mick McManus, nacido como William George Matthews (11 de enero de 1920-New Cross, Londres, 22 de mayo de 2013) fue un luchador profesional británico. Se le atribuye ser uno de los más famosos luchadores heel europeos de todos los tiempos, a menudo con apodos como "The Man You Love to Hate" y "Rugged South London Tough Guy".

## En lucha
- Movimientos finales
  - Boston Crab
- Movimientos de firma
  - Short range forearm jabs

- Apodos
  - "The Man You Love To Hate"
  - "Rugged South London Tough Guy"

## Campeonatos y logros
- British Middleweight Championship (once)[4]
- British Welterweight Championship (2 times)[5]
- European Middleweight Championship (4 times)[6]
- Wrestling Observer Newsletter Hall of Fame (Class of 2012)[7]